# Parafia Najświętszego Zbawiciela w Zembrowie
Parafia pw. Najświętszego Zbawiciela w Zembrowie – rzymskokatolicka parafia należąca do dekanatu sterdyńskiego, diecezji drohiczyńskiej, metropolii białostockiej.

## Miejsca święte

### Kościół parafialny
Obecny kościół zbudowano w latach 1902-1905 w stylu neoromańskim. Został ufundowany przez Ludwika Górskiego. Kościół konsekrował w 1905 roku Bp. Franciszek Jaczewski.

### Dawniej posiadane lub użytkowane przez parafię świątynie
- Pierwszy kościół w Zembrowie został ufundowany w 1486 roku.
- Kolejną drewnianą świątynię wzniesiono w latach 1770-1773. Przebudowano go w 1839. Kolejna przebudowa miała miejsce w 1885[1], a w 1881 parafianie wystawili murowaną plebanię[1].

## Proboszczowie
Proboszczem parafii jest od 2013 roku ks. dr Piotr Arbaszewski.

## Obszar parafii
W granicach parafii znajdują się miejscowości:

- Hołowienki,
- Hołowienki-Kolonia,
- Kurowice,
- Kurowice-Kolonia,
- Paderewek-Kolonia,
- Sewerynówka,
- Stasin,
- Wymysły,
- Zembrów.